# Kirche Maria Schnee (Międzygórze)

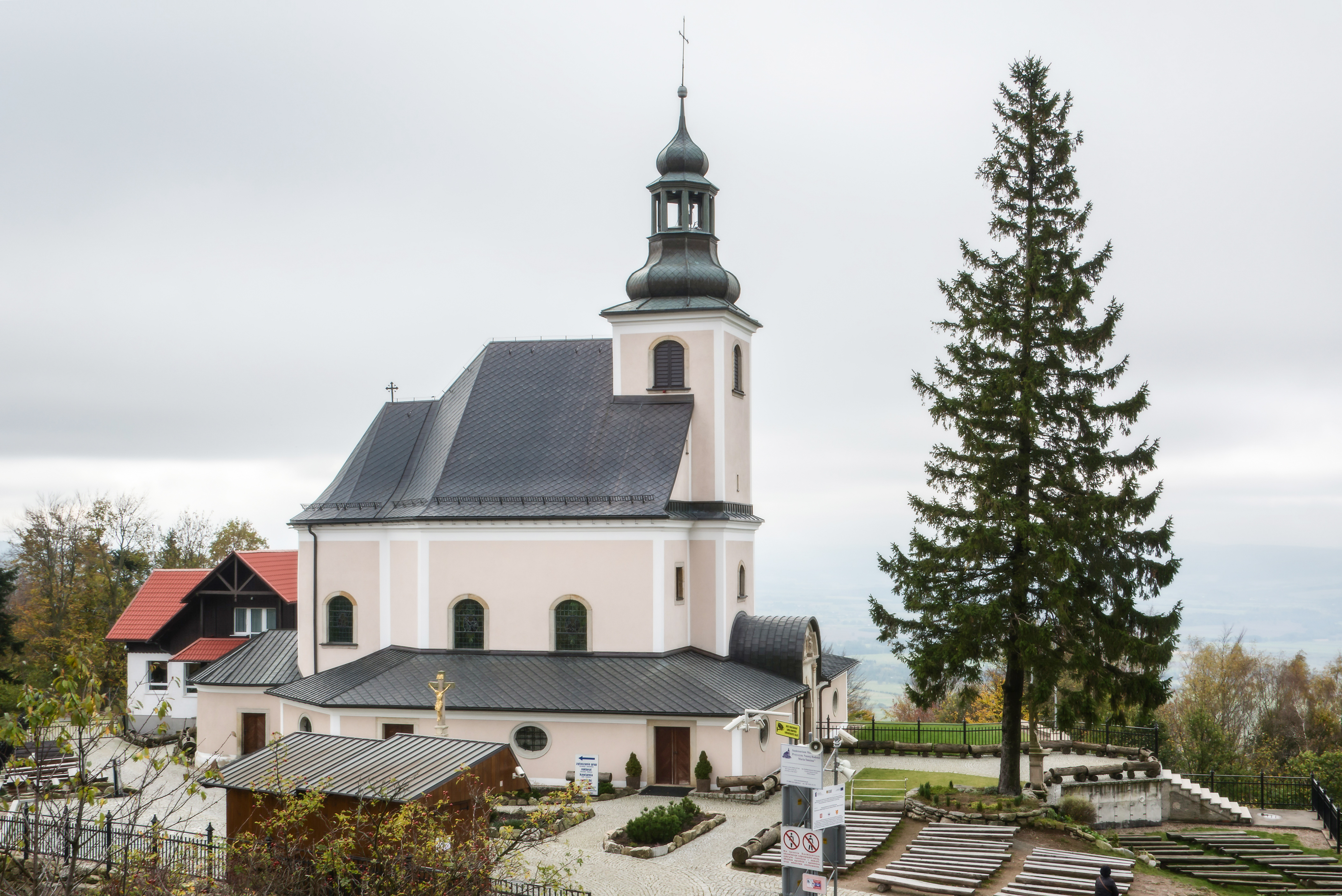
Kirche Maria Schnee

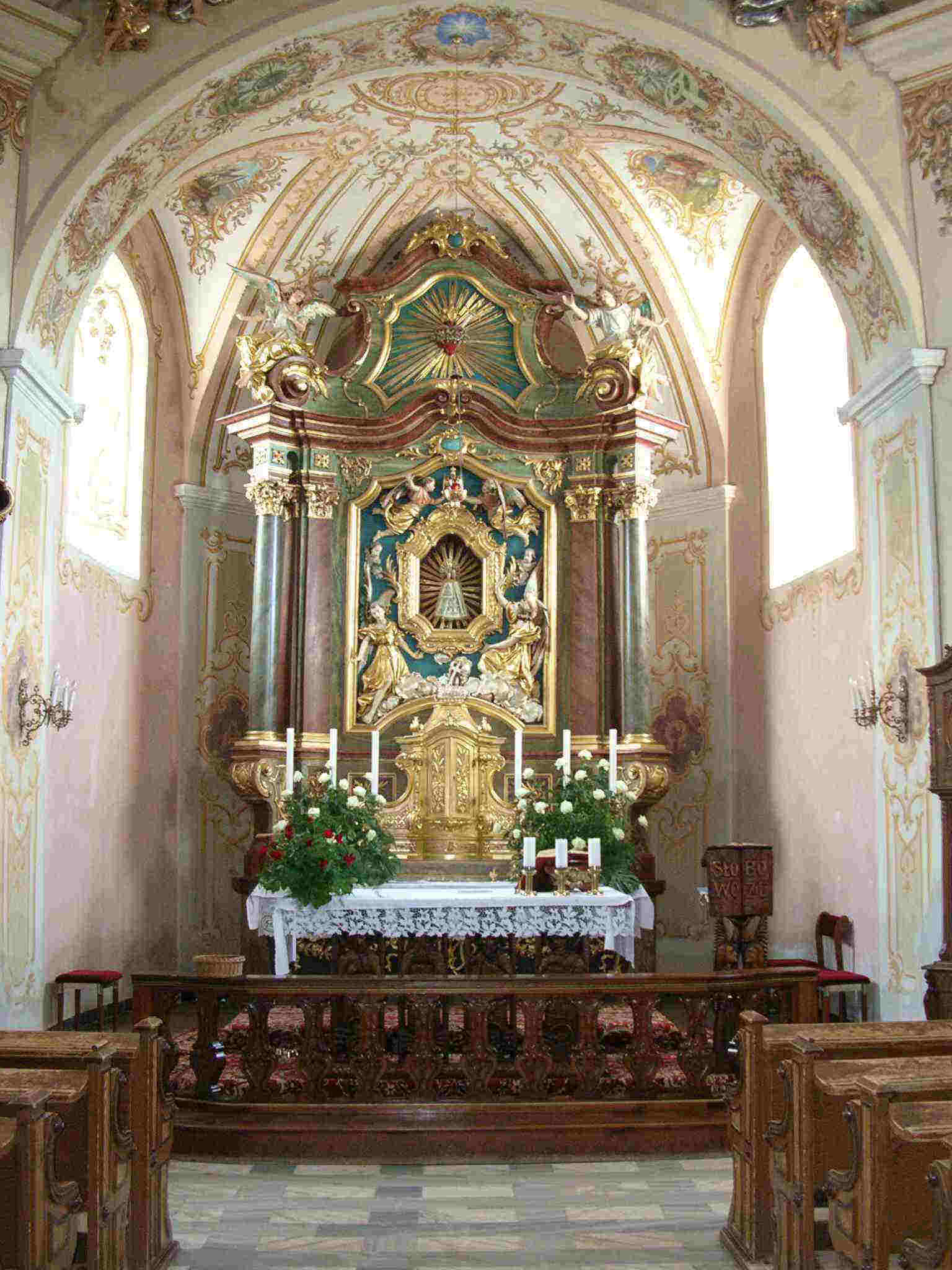
Altar

Die Wallfahrtskirche Maria Schnee (polnisch Kościół pielgrzymkowy Matki Boskiej Śnieżnej; lateinisch Maria ad Nives) liegt im Glatzer Schneegebirge unterhalb des Spitzigen Berges (Góra Igliczna) bei Międzygórze (deutsch Wölfelsgrund) in der Woiwodschaft Niederschlesien in Polen.

## Geschichte
Bewohner der ehemaligen Grafschaft Glatz pilgerten lange Zeit zum weit entfernten Wallfahrtsort Mariazell in der österreichischen Steiermark. Von einer solchen Wallfahrt brachte im Jahre 1750 der Bauernsohn Christoph Veit aus Wölfelsdorf eine aus Holz geschnitzte Kopie des Mariazeller Gnadenbildes mit und hängte es unterhalb des Spitzigen Berges auf eigenem Grund an einen Baum. Die Bewohner der Umgebung wallfahrten nun zu diesem Gnadenbild, für das sie bald eine Holzkapelle erbauten.
Nach der Überlieferung erlangte 1777 der erblindete Sohn des Laurentius Franke sein Augenlicht, nachdem er an dem Gnadenbild gebetet hatte. Daraufhin pilgerten immer mehr Menschen zu diesem Ort.
1781–1782 wurde an der Stelle der Holzkapelle als Stiftung des Glatzer Landeshauptmanns Michael Wenzel von Althann, dem die Herrschaft Wölfelsdorf gehörte, eine kleine Kirche im Barockstil erbaut. Die Bauarbeiten wurden von Baumeister Andreas Jäger und Zimmermeister Josef Knietig aus Wölfelsdorf geleitet. Nach ihrer Fertigstellung wurde die Kirche von einem Einsiedler betreut und gehörte zur Pfarrei Wölfelsdorf. Sie wurde am 22. Oktober 1782 durch den Glatzer Dechanten Karl Winter in Vertretung des Prager Erzbischofs Anton Peter Příchovský von Příchovice geweiht. Nach dem Vorbild der römischen Basilika Maria Maggiore erhielt sie den Namen „Maria Schnee“.
1784 wurde der Turm errichtet, 1821 der Umgang um die Kirche. Zur gleichen Zeit veranlasste der damalige Pfarrer Larisch die Anlage eines Kreuzwegs mit 14 Stationen von der Kirche zur Berghöhe. Während der Amtszeit des Pfarrers Peter Nonnast wurde 1897 der neobarocke Altar und die figurale Gruppe „Krönung Mariens“ durch den Architekten Joseph Elsner aus seinen Münchner Werkstätten für kirchliche Kunst geliefert. Das Gnadenbild wurde dem Altar eingefügt. Die farbigen Glasfenster lieferte 1903–1913 die Mayer’sche Hofkunstanstalt aus München. Die Fresken „Maria Verkündigung“ und „Maria Heimsuchung“ schuf der österreichische Historienmaler Wilhelm von Wörndle, der seit etwa 1900 in Glatz ansässig war.
Im Umgang befinden sich Gemälde zur Geschichte des Gnadenortes sowie zahlreiche volkstümliche Votivgaben und Votivbilder, die die Dankbarkeit für erlangte Hilfe bezeugen. Einige der Votivbilder stammen von den bekannten Malern Wilhelm Reinsch aus Bad Landeck und Hieronymus Richter aus Glatz.
Am 21. Juni 1983 wurde das Muttergottes-Gnadenbild durch Papst Johannes Paul II. gekrönt. Schon vorher besuchte er in den Jahren 1961 und 1968 diesen Gnadenort.